# وی (آلبوم)
«وی» آلبومی از هنرمند اهل ایالات متحده آمریکا ونسا هاجنز است. این آلبوم هفتمین آلبوم برتر سال ۲۰۰۷ طبق نظر‌سنجی مجله بیلبورد شد و مقام طلا را در انجمن صنعت ضبط موسیقی ایالات متحده آمریکا به‌دست آورد.